# 919
Cette page concerne l'année 919  du calendrier julien.  Pour le nombre 919, voir 919 (nombre).
L'année 919 est une année commune qui commence un vendredi.

## Événements

### Afrique
- 5 avril : Al-Qaim, fils du Fatimide Ubayd Allah al-Mahdi part de Raqqada pour une seconde tentative de conquête de l’Égypte (fin en 921)[1].
- 9 juillet : l'armée fatimide arrive devant Alexandrie qui est prise par surprise ; le gouverneur abbasside d'Égypte Dukas sécurise la tête de pont de Gizeh pour défendre Fostat ; il meurt le 1er août et Tekin lui succède le 6 janvier 920[1].

### Europe
- 25 mars, empire byzantin : l’amiral Romain Lécapène, appelé par Constantin VII Porphyrogénète, se présente avec sa flotte devant le port de Boukoléon, pour éviter la prise du pouvoir par le général Léon Phocas, allié de Zoé Carbonopsina, la mère de Constantin. Il prend le titre de basileopator. À cette nouvelle Léon Phocas tente vainement de soulever les thèmes d’Orient contre l'empereur byzantin Constantin VII mais, abandonné par ses troupes et fait prisonnier, il est aveuglé[2].
- 27 avril : l'empereur byzantin Constantin VII épouse Hélène, fille de Romain Ier Lécapène[3].
- 6 mai[4] : début du règne d'Henri Ier de Saxe, dit l’Oiseleur, roi de Germanie (fin en 936).
  - À Fritzlar, une assemblée d’évêques et de comtes désigne comme roi le duc de Saxe Henri l’Oiseleur, qui fonde la dynastie saxonne. Il lutte contre les Tchèques et les Wilzes (Slaves) et contient les Hongrois.
- 12 mai[5] : transfert des reliques de Saint Martin après la reconstruction et la fortification du monastère Saint-Martin de Tours.
- Été : raid bulgare sur les Dardanelles[2].
- 14 septembre : une coalition de rois irlandais est vaincue par les Vikings de Dublin à la bataille d'Islandbridge, durant laquelle le haut-roi Niall Glúndub trouve la mort[6].
- 24 septembre : Romain Lécapène prend le titre de César[2].
- 4 décembre : Ælfwynn, dame de Mercie, est déposée par son oncle Édouard l'Ancien, roi du Wessex[7].

- Le Norvégien Rögnvaldr, arrivé d’Irlande, s’empare d’York et s’en proclame roi[8]

- Les Vikings envahissent et pillent la Bretagne. Ragenold[9], chef Norvégien, s'empare de Nantes et prend le contrôle de l'estuaire de la Loire jusqu'en 937[10]. La noblesse et le clergé breton part en exil en Francie et en Angleterre. Le comte de Poher et son fils Alain se réfugient auprès du prince anglo-saxon Æthelstan[11].
- Raid hongrois en Lorraine[12].
- Raimond Pons prend le titre de marquis de Gothie[13].